# Ancrene Wisse and Hali Meiðhad
«Ancrene Wisse and Hali Meiðhad» es un ensayo escrito por J. R. R. Tolkien en 1929 sobre la guía en inglés medio del siglo XIII Ancrene Wisse (‘regla de las anacoretas’) y sobre el opúsculo sobre la virginidad Hali Meiðhad (‘sagrada doncellez’). Este ensayo ha sido referido como «la más perfecta de las piezas académicas de Tolkien».[cita requerida]

## Contenido
Tolkien comenzó su estudio del «Corpus MS 402», el más antiguo e importante de los diecisiete manuscritos existentes de la Ancrene Wisse, en 1926. El primer fruto de ese trabajo fue este ensayo, en el que sostiene que, probablemente, las identidades específicas del autor y sus personajes se mantendrán por siempre anónimas, y que en cualquier caso, no son tan importantes: en vez de centrarse como otros estudiosos en la tradición del manuscrito y en su historia textual, se dedicó a la investigación fundamental del texto, mediante un estudio lingüístico dialectal en sus variadas versiones manuscritas:

The Ancrene Wisse has already developed a ‘literature’, and it is very possible that nothing I can say about it will be either new or illuminating to the industrious or leisured that have kept up with it. I have not. But my interest in this document is linguistic, and unless I am mistaken, a purely linguistic aspect of the problem will bear renewed attention, or repetition. I even believe that it may be of value to set forth a line of argument that is based on assertions of which the proper proof (or retractation) must wait for a later...
La Regla de las anacoretas ya ha desarrollado una «literatura», y es muy posible que nada de lo que yo pueda decir sobre ella sea nuevo o revelador de lo aplicado u ocioso que he sido en el tema. No lo he hecho. Sin embargo mi interés en este documento es lingüístico, y a menos que esté equivocado, un aspecto puramente lingüístico del problema atraerá renovada atención, o repetición. Incluso creo que puede tener el valor de establecer una línea de argumentación basada en aseveraciones para las que la prueba (o refutación) adecuada debe esperar un tiempo...
—J. R. R. Tolkien, «Ancrene Wisse and Hali Meiðhad»

La revelación fundamental de este trabajo lingüístico de Tolkien fue que el «Corpus MS 402» (manuscrito al que Tolkien llamó «A», copia de la Ancrene Wisse que se conserva en el Corpus Christi College de Cambridge) y el «Bodley MS 34» (manuscrito al que Tolkien llamó «B», y que contiene la Ancrene Wisse junto con los textos conocidos como «Grupo Katherine», entre los que está Hali Meiðhad, conservado en la Biblioteca Bodleiana) estaban escritos en el mismo lenguaje literario estándar, al que Tolkien denominó «lenguaje AB», lo que implicaba un mismo origen temporal y geográfico, que fijó, mediante criterios puramente lingüísticos, en los Midlands Occidentales, concretamente en Herefordshire. Sin embargo, lo destacable del «lenguaje AB» no es tanto que represente una variante dialectal regional distinguible, si no el hecho de que sea una clase de lenguaje escrito estándar, y que ese estándar implica la existencia de una comunidad literaria que lo empleaba.